# 奥斯曼的黎波里塔尼亚

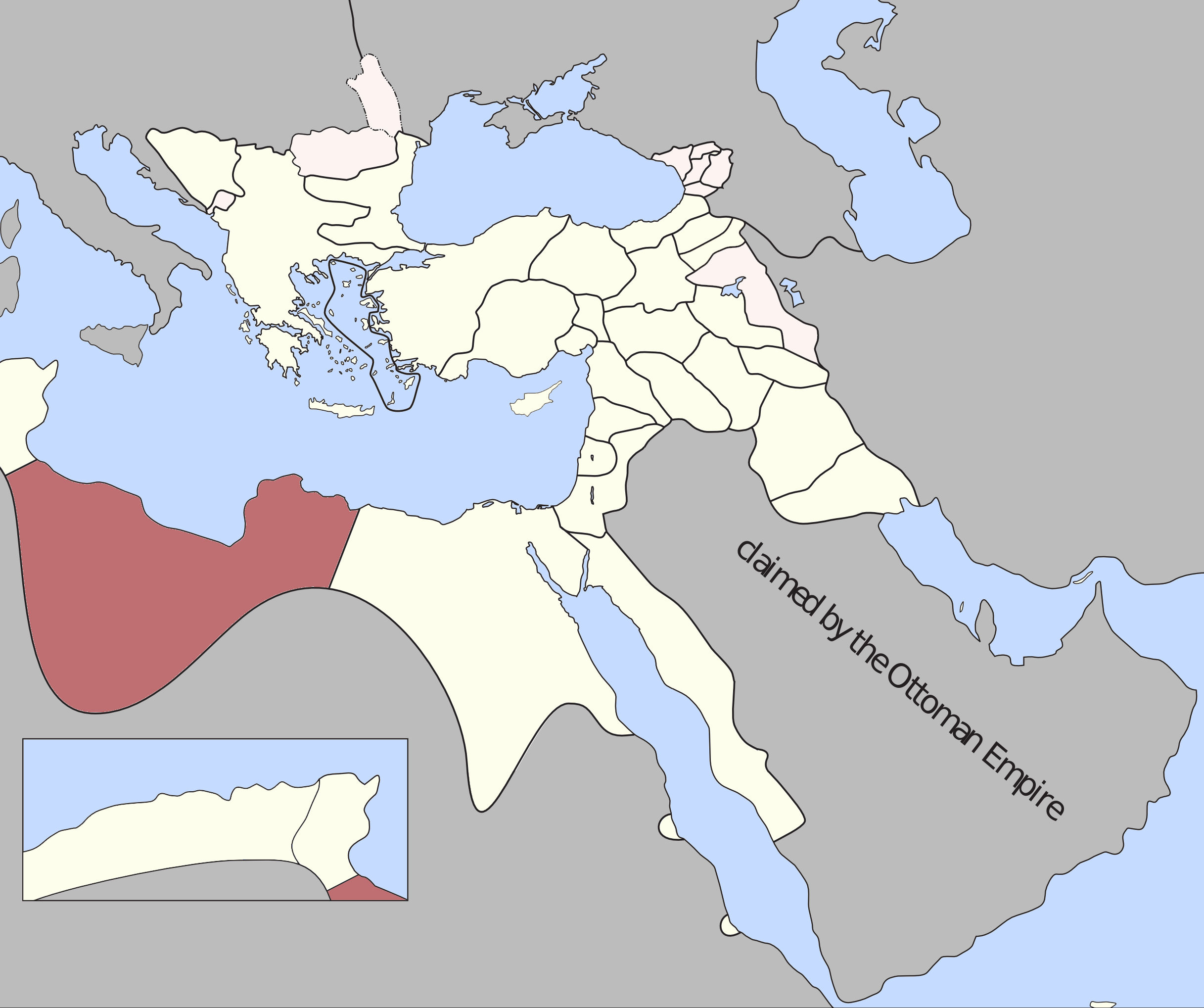
1795年的鄂圖曼的黎波里塔尼亞疆域

奥斯曼的黎波里塔尼亚，又稱的黎波里塔尼亞省（鄂圖曼土耳其語：‎ Eyālet-i Trâblus Gârb），是鄂圖曼帝國由1551年—1912年在利比亞設置的行省。1864年起改組為的黎波里州（鄂圖曼土耳其語：‎ Vilâyet-i Trâblus Gârb），但實際上在1711年後由隸屬卡拉曼里王朝的半獨立、世襲帕夏統治。
除了的黎波里核心領土，昔蘭尼加也是黎波里的王國的一部分，因為它實際上是由名義上的鄂圖曼的黎波里帕夏統治。

## 歷史
在16世紀初，利比亞海岸只有很小的中央權威，其港口是海盜的避風港。西班牙在1510年佔領的黎波里，但西班牙人更關心控制港口，而不是管理殖民地。基督教統治持續到1551年，當時黎波里被鄂圖曼帝國海軍元帥錫南帕夏和海盜圖爾古特包圍，圖爾古特交出了內陸的部落和幾個城市像米蘇拉塔，祖瓦拉，蓋爾揚和加夫薩。在未來十年。這些努力有助於鞏固這些地區床成為今天的利比亞的國家結構的基礎，但康士坦丁尼耶一直對海岸只保持鬆散的控制。
根據鄂圖曼帝國，馬格里布被分為三個省，阿爾及爾，突尼斯和的黎波里。 1565年後，黎波里的行政當局歸屬於蘇丹在君士坦丁堡直接指定的帕夏。他有一隊耶尼切里駐軍，之下是貝伊和迪伊。

## 卡拉曼里王朝和巴巴里戰爭
1711年，鄂圖曼騎兵官員，土耳其軍官和利比亞婦女的兒子艾哈邁德·卡拉曼里奪取了權力，並建立了卡拉曼里王朝，這將持續124年。1793-95年該地發生內戰。
1801年5月，優素福·卡拉曼里要求增加自1796年以來為保護其商業免受海盜行為而付出的年貢。當時簽署了保持兩國友好的的黎波里條約”。 利比亞要求被拒絕，美國海軍部隊封鎖的黎波里，第一次巴巴里戰爭拖到1805年6月3日。

## 鄂圖曼權威的重建
1835年，蘇丹馬哈茂德二世的政府利用當地的動亂，试图重建鄂圖曼的直接統治，这种企图一直持续到意土戰爭结束。 由於鄂圖曼力量的分散，埃及和的黎波里处于事实上的獨立状态，即使是鄂圖曼在的黎波里恢复直接控制之後，行省的海岸和沙漠仍处于無政府狀態中。当地土著与此同时发动了塞努西運動，由伊斯蘭教士賽義德·穆罕默德·阿里·塞努西帶領，目的是反抗鄂圖曼統治。
在1835年-1911年的75年時間裡，鄂圖曼依舊維持着對此地的薄弱統治，並一共派遣了三十三名總督。這種情況一直持續到1911年的意土戰爭，義大利在战争中的勝利使得鄂圖曼的勢力被彻底从此地逐出。